# جين فاغنر
جين فاغنر (بالإنجليزية: Jane Wagner)‏ هي منتجة أسطوانات وكاتبة سيناريو ومخرجة وممثلة أمريكية، ولدت في 2 فبراير 1935 في موريستاون في الولايات المتحدة.

## وصلات خارجية
- جين فاغنر على موقع IMDb (الإنجليزية)
- جين فاغنر على موقع الموسوعة البريطانية (الإنجليزية)
- جين فاغنر على موقع ألو سيني (الفرنسية)
- جين فاغنر على موقع أول موفي (الإنجليزية)
- جين فاغنر على موقع قاعدة بيانات برودواي على الإنترنت (الإنجليزية)
- جين فاغنر على موقع قاعدة بيانات الأفلام السويدية (السويدية)
- جين فاغنر على موقع قاعدة بيانات الفيلم (الإنجليزية)
- جين فاغنر على موقع كينوبويسك (الروسية)